# Kapuściany
Kapuściany (ukr. Капустяни) – wieś na Ukrainie w rejonie hajsyńskim, obwodu winnickiego, na wschodnim Podolu.
W czasach I Rzeczypospolitej wieś leżała w województwie bracławskim w prowincji małopolskiej Korony Królestwa Polskiego. Wieś należała do wojewody sandomierskiego i lubelskiego Jana Tarły. W 1789 była prywatną wsią należącą do Potockich. Odpadła od Polski w wyniku II rozbioru. Pod zaborami należała do Szczeniowskich.

## Zabytki

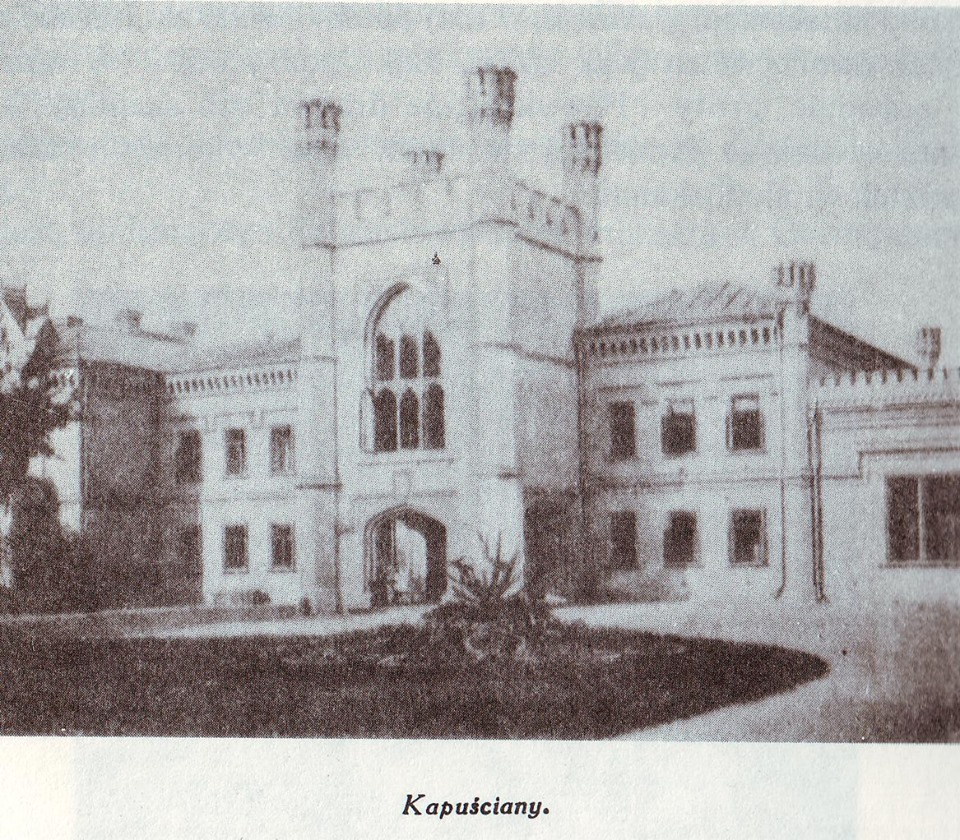
Pałac Szczeniowskich na starej fotografii

- zamek istniejący w XVI w. własność Czerlenkowskich
- stary pałac nad Bohem, w części w ruinie, z dwiema okrągłymi wieżami, z czworobocznym kasztelem od zachodu. Własność Tytusa Szczeniowskiego[7].
- piętrowy pałac wybudowany pod koniec XIX w. w stylu angielskiego gotyku (neogotyckim) przez Ignacego Szczeniowskiego[8] według projektu architekta Szille z Kijowa. Posiadał portyk z wieżą nad wejściem. Skrzydła niższe kryte dachem czterospadowym[7]. Majątek Kapuściany należał do Szczeniowskich.

## Urodzeni
- Ignacy Szczeniowski – polski inżynier, minister przemysłu i handlu II RP.